# Lonchaea sibirica
Lonchaea sibirica är en tvåvingeart som beskrevs av Nikolai Vasilevich Kovalev 1975. Lonchaea sibirica ingår i släktet Lonchaea och familjen stjärtflugor. Inga underarter finns listade i Catalogue of Life.